# アウトロ
アウトロ（英: Outro）は、音楽用語であり、楽曲の終わりの部分を指す略式の表現である。

## 概要
イントロと対になる単語で、主としてポピュラー音楽の分野で、終結部、終奏、コーダとほぼ同じ意味で使われる。
典型的な用法としては、楽曲の構成を、伝統的な表記で導入部－展開部－終結部、もしくは序奏－間奏－終奏（コーダ）などとするところを、イントロ－間奏－アウトロのように表記するものである。
ラジオの音楽番組では、曲のアウトロで次の曲のイントロを出すという手法がある。（アウトロ重ね）

## 由来
アウトロは英語のoutroが原語で、outとintroから合成された造語である。初出は1971年。原語のoutroは、音楽以外に放送や演劇の分野でも使われ、ラジオ･テレビ番組のエンディングなどの意味もある。

## Outroduction
イントロ(intro)は、もともとイントロダクション(introduction)の省略形なので、その連想から造語されたアウトロダクション(outroduction)という単語もある。